# Lupte
La Lupte est une rivière du Sud-Ouest de la France, arrosant les départements du Lot et de Tarn-et-Garonne, sous-affluent de la Garonne par le Tarn et le Lemboulas.

## Géographie
La Lupte est longue de 27,1 km de longueur, 

### Source
La Lupte prend sa source dans le département du Lot en amont de Saint-Paul-de-Loubressac, en haut de la combe de Saint Barthelemy, dans une mare alimentée par une source pérenne, à 265 m d'altitude, au sud du village de Ventaillac (commune de Pern). 
Il s'agit d'un endroit dans l'ensemble aride, de sorte que cette source et cette mare génèrent une sorte d'oasis. La mare, destinée à abreuver les animaux d'une ferme, est peuplée de poissons rouges[réf. nécessaire]. Elle se situe dans un triangle délimité par la départementale 820, anciennement route nationale 20 (Paris-Limoges-Cahors-Toulouse-Foix-Bourg-Madame), et la départementale 19 (Cahors-Castelnau-Montratier).

### Principaux affluents
- Les Souliés : 4,4 km
- Le Lamole : 3,8 km
- Le Longuecassagne : 4,2 km

### Confluence
Elle conflue avec le Lemboulas dans le Tarn-et-Garonne, au nord de Lafrançaise, au lieu-dit Lemouzy, après avoir passé le bourg de Vazerac.

## Départements et communes traversés
- Lot : Saint-Paul-de-Loubressac, Castelnau-Montratier, Pern, Flaugnac.
- Tarn-et-Garonne : Cazes-Mondenard, Labarthe, Vazerac, Lafrançaise

## Galerie

Cours
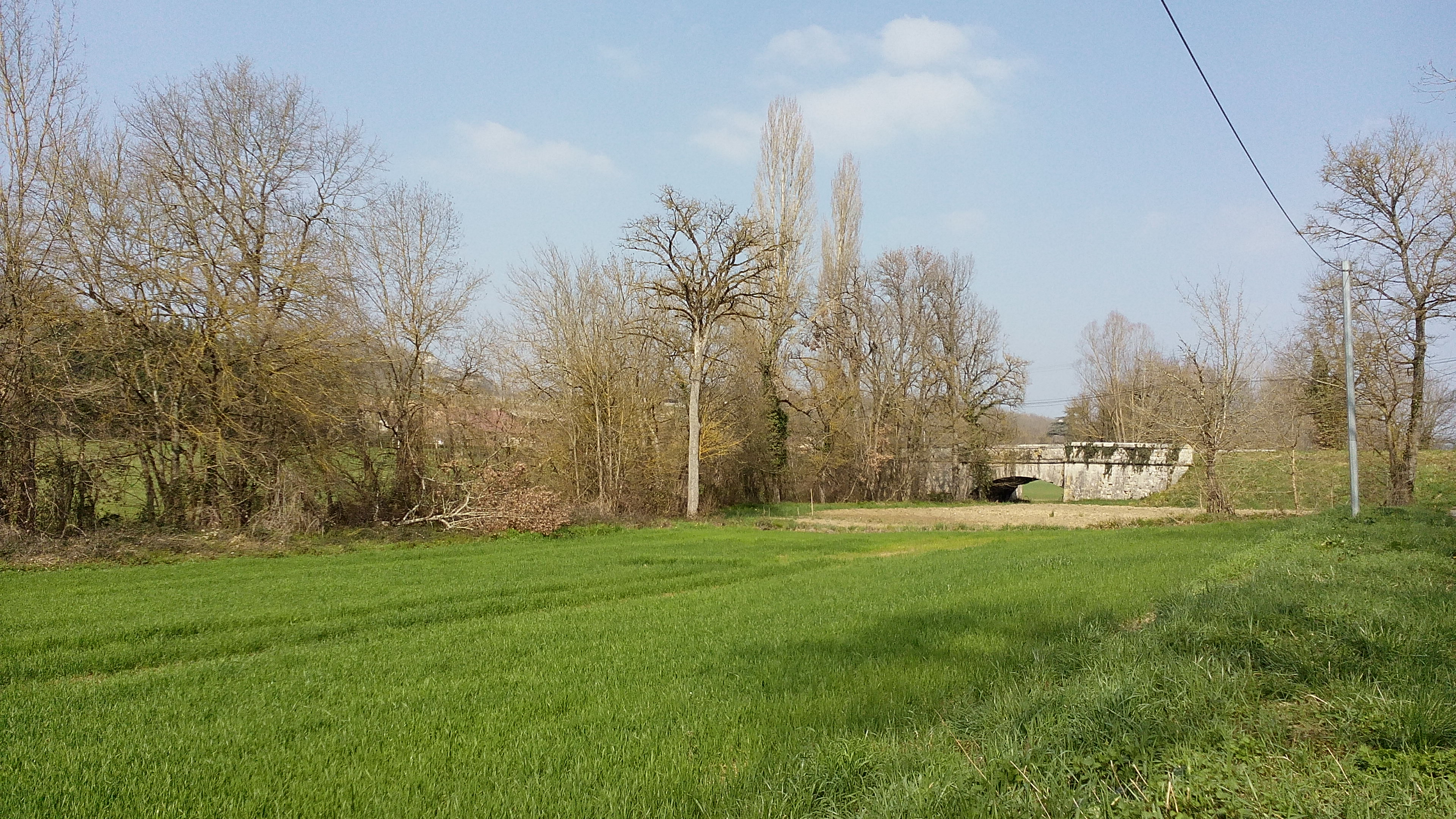
Pont de Russac (Castelnau-Montratier-Sainte-Alauzie)
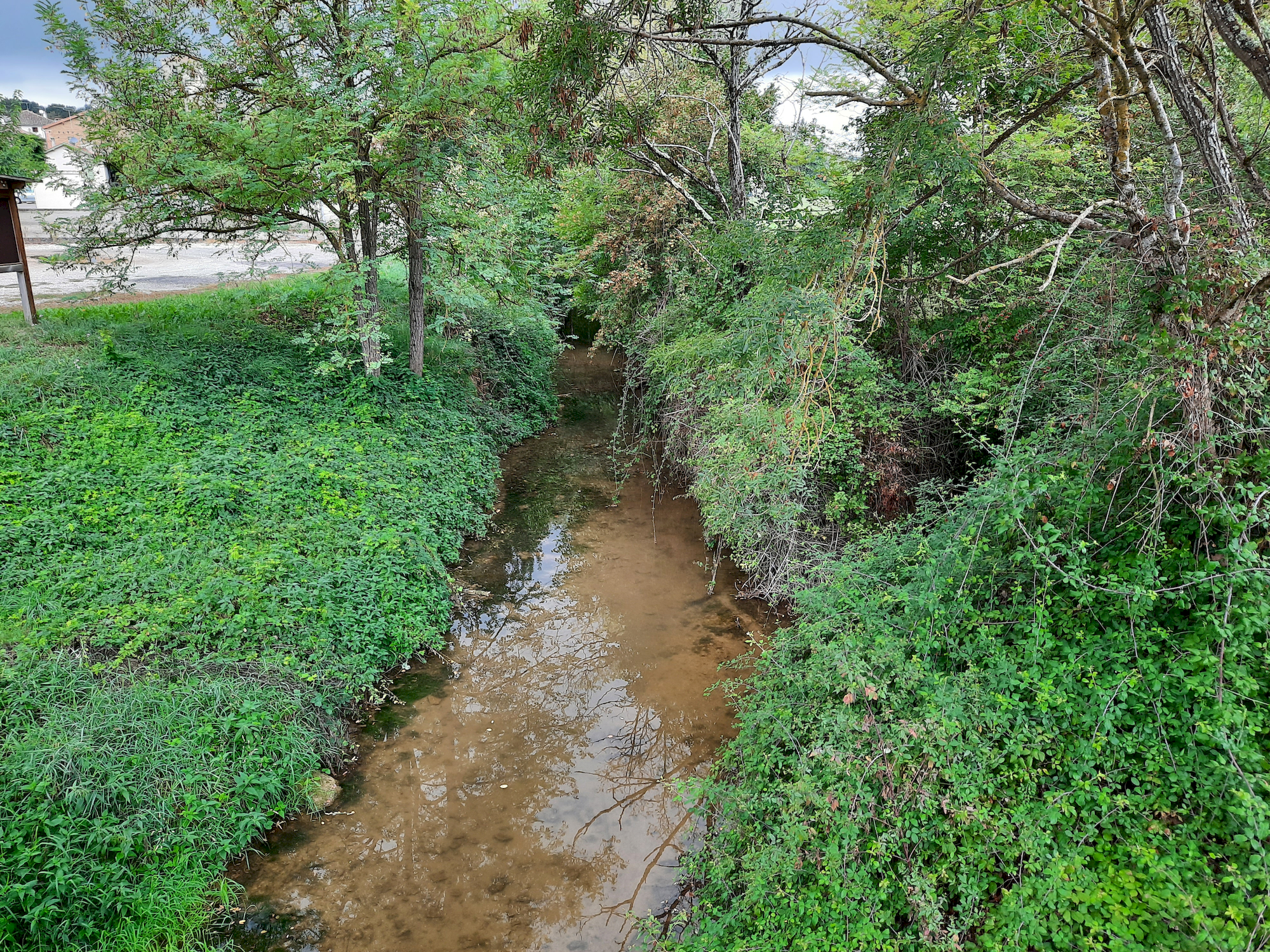
Bras principal à Vazerac
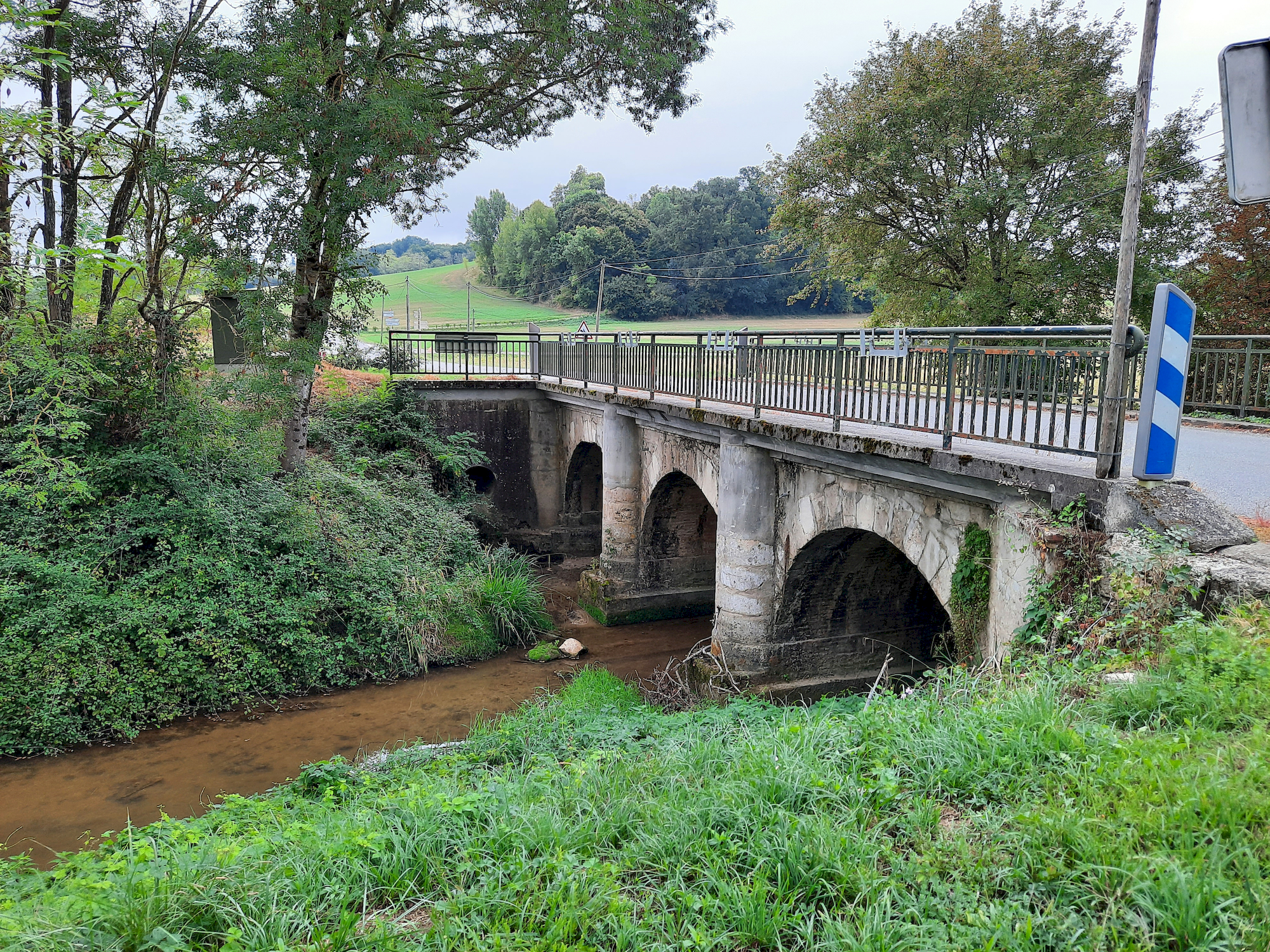
Pont de la D 34 à Vazerac